# Микулицька волость
Микулицька волость — адміністративно-територіальна одиниця Володимир-Волинського повіту Волинської губернії Російської імперії та Української держави. Волосний центр — село Микуличі. 
Наприкінці ХІХ ст. до складу волості увійшло село Зимне ліквідованої Зарічанської волості. Натомість до Киселинської волсоті відійшли села Губин і Тулин.
Станом на 1885 рік складалася з 16 поселень, 17 сільських громад. Населення — 5597 осіб (2725 чоловічої статі та 2872 — жіночої), 565 дворових господарства.
|                     | Площа, десятин | У тому числі орної, дес. |
| ------------------- | -------------- | ------------------------ |
| Сільських громад    | 7572           | 4791                     |
| Приватної власності | 9671           | 2856                     |
| Казенної власності  | 2950           | —                        |
| Іншої власності     | 542            | 321                      |
| Загалом             | 20735          | 7968                     |

## Основні поселення волості
- Микуличі — колишнє власницьке село при струмку за 15 верст від повітового міста, волосне правління, 391 особа, 55 дворів, православна церква, школа, постоялий будинок.
- Березовичі — колишнє власницьке село, 252 особи, 28 дворів, православна церква, постоялий будинок.
- Бискупичі — колишнє власницьке село при річці Луга, 509 осіб, 50 дворів, православна церква, каплиця, постоялий будинок, вітряк.
- Бобичі — колишнє власницьке село, 277 осіб, 35 дворів, православна церква, постоялий будинок.
- Губин — колишнє власницьке село, 305 осіб, 33 двори, православна церква, постоялий будинок.
- Селець — колишнє власницьке село при річці Луга, 519 осіб, 43 двори, православна церква, костел, постоялий будинок, лавка, 3 водяних млини, пивоварний завод.
- Тулин — колишнє власницьке село, 227 осіб, 29 дворів, православна церква, постоялий будинок.
- Хмелів — колишнє власницьке село при струмку, 232 особи, 33 двори, православна церква, постоялий будинок.
- Хобултів — колишнє власницьке село, 305 осіб, 35 дворів, православна церква, вітряк.
- Хоростів — колишнє власницьке село при річці Біла Криниця, 287 осіб, 44 двори, православна церква, постоялий будинок.
- Чесний Хрест — колишнє власницьке село при річці Луга, 240 осіб, православна церква.
- Яковичі — колишнє власницьке село при струмку, 411 осіб, 57 дворів, православна церква, постоялий будинок.

## Під владою Польщі
18 березня 1921 року Західна Волинь окупована Польщею. Волості було перетворено на ґміни, відповідно, адміністративна одиниця отримала назву ґміна Мікуліче. Волость входила до Володимирського повіту Волинського воєводства. Межі та склад колишньої волості зберігся, що й за Російської імперії та Української держави.
Польською окупаційною владою на території ґміни інтенсивно велася державна програма будівництва польських колоній і заселення поляками. На 1936 рік ґміна складалася з 34 громад:
1. Адамівка — колонія: Адамівка та фільварок: Рогізне;
2. Беата — колонії: Беата, Антонівка і Володимирівка;
3. Березовичі — село: Березовичі та колонія: Березовичі;
4. Біскупичі-Горішні — село: Біскупичі-Горішні,  фільварок: Біскупичі-Горішні та гаївки: Кушманка і Кругляк;
5. Бобичі — село: Бобичі;
6. Болеславівка — колонія: Болеславівка;
7. Бубнів — село: Бубнів, колонія: Бубнів та фільварок: Бубнів;
8. Хмелів — село: Хмелів;
9. Хмелівка — село: Хмелівка;
10. Хобултова — село: Хобултова та фільварки: Хобултова і Налечовик;
11. Хворостів — село: Хворостів та колонія: Замішки;
12. Черчичі — село: Черчичі та колонії: Красна-Гора і Вандівка;
13. Чесний-Хрест — село: Чесний Хрест та колонія: Чесний-Хрест;
14. Фалемичі — село: Фалемичі та фільварки: Фалемичі і Сімірки;
15. Горичів — село: Горичів та колонія: Горичів;
16. Яковичі — село: Яковичі;
17. Яворівка — колонії: Яворівка і Біла-Криниця;
18. Марія-Воля — колонія: Марія-Воля;
19. Маркостав — село: Маркостав та колонія: Маркостав;
20. Микуличі — село: Микуличі, фільварок: Микуличі та лісничівка: Цегельня;
21. Навратин — село: Навратин;
22. Октавин — колонія: Октавин та фільварок: Долегів;
23. Орлята — військове селище: Орлята;
24. Підгайці — село: Підгайці;
25. Руснів — село: Руснів та фільварок: Руснів;
26. Селець — село: Селець, фільварок: Селець та лісничівка: Нетреба;
27. Улянівка — колонія: Улянівка та військове селище: Улянівка;
28. Васовичі — військове селище: Васовичі;
29. Владиславівка — колонії: Владиславівка і Дуєве;
30. Вілька-Фалемицька — село: Вілька-Фалемицька;
31. Зимне — село: Зимне, монастир: Зимне та дім пр. доб. Зимне;
32. Софіївка — колонія: Софіївка;
33. Зигмунтівка — колонія: Зигмунтівка;
34. Житані — село: Житані.

Після радянської анексії західноукраїнських земель ґміна ліквідована у зв'язку з утворенням районів